# Albert de Broglie
Jacques-Victor-Albert de Broglie, 4.º duque de Broglie (París, 13 de junio de 1821-19 de enero de 1901), fue un político monárquico francés, perteneciente a la Casa de Broglie. Ejerció el cargo de primer ministro de Francia, durante la Tercera República.
Fue el hijo mayor de Victor, 3.er duque de Broglie, un político y aristócrata que ejerció de primer ministro durante la monarquía de julio. El 18 de junio de 1845, contrajo matrimonio con Pauline de Galard de Brassac de Béarn (1825-1860) en París.
Secretario de la embajada en Madrid y también en Roma, bajo el reinado de Luis Felipe de Orleans, dejó su puesto en 1848 y se abstuvo de toda actividad política bajo el Segundo Imperio. Delegado por la región de Eure en 1871, fue nombrado embajador en Londres. Fue también una de las figuras del llamado catolicismo liberal.
Fue el 34.º y 39.º primer ministro de Francia durante la Tercera República Francesa. Perteneció a la Academia de Ciencias Morales y Políticas de Francia. Murió en la capital francesa a la edad de 79 años.

## Hijos
Sus hijos fueron:
- Louis Alphonse Victor, 5.º duque de Broglie (1846-1906) padre de los científicos Maurice de Broglie y el Nobel Louis-Victor de Broglie.
- Maurice (1848-1862)
- Henri Amédée (1849-1917)
- François Marie Albert (1851-1939) bisabuelo del actual duque, Victor-François, 8,º duque de Broglie (n. 1949).
- César Paul Emmanuel (1854-1926).

- Datos: Q434932
- Multimedia: Albert de Broglie / Q434932